# Czterogradient
Czterogradient (lub 4-gradient) {\displaystyle \mathbf {\partial } } – operator czterowektorowektorowy definiowany w czterowymiarowej czasoprzestrzeni Minkowskiego. Jest odpowiednikiem operatora wektorowego nabla {\displaystyle \mathbf {\nabla } } definiowanego w 3-wymiarowej przestrzeni euklidesowej.
Przyjmując sygnaturę metryki {\displaystyle ({+}{-}{-}{-})} czasoprzestrzeni, czterogradient można wyrazić za pomocą jego składowych:
a) składowe kowariantne (dolne) 4-gradientu
{\displaystyle \partial _{\mu }\equiv {}_{,\mu }\equiv {\dfrac {\partial }{\partial x^{\mu }}}=\left(\partial _{0},\partial _{1},\partial _{2},\partial _{3}\right)=\left(\partial _{0},{\vec {\nabla }}\right),}
b) składowe kontrawariantne (górne) 4-gradientu
{\displaystyle \partial ^{\mu }\equiv {}^{,\mu }\equiv {\dfrac {\partial }{\partial x_{\mu }}}=\left(\partial ^{0},\partial ^{1},\partial ^{2},\partial ^{3}\right)=\left(\partial _{0},-{\vec {\nabla }}\right),}
przy czym:
- {\displaystyle \partial _{0}\equiv {\frac {\partial }{\partial x^{0}}},\;\partial _{1}\equiv {\frac {\partial }{\partial x^{1}}}} itd. – pochodne cząstkowe względem współrzędnych kontrawariantnych {\displaystyle x^{0},x^{1},x^{2},x^{3}} 4-wektora położenia {\displaystyle x^{\mu }}
- {\displaystyle \partial ^{0}\equiv {\frac {\partial }{\partial x_{0}}},\;\partial ^{1}\equiv {\frac {\partial }{\partial x_{1}}}} itd. – pochodne cząstkowe względem współrzędnych kowariantnych {\displaystyle x_{0},x_{1},x_{2},x_{3}} 4-wektora położenia {\displaystyle x_{\mu }}

Czterogradient jest używany np. w równaniach szczególnej teorii względności, mechaniki kwantowej czy kwantowej teorii pola. Iloczyn skalarny czterogradientu daje operator d’Alamberta.

## Oznaczenia
STW oraz OTW oznaczają skróty od szczególna teoria względności oraz ogólna teoria względności.
{\displaystyle (c)} oznacza prędkość światła w próżni.
{\displaystyle \eta _{\mu \nu }=\operatorname {diag} [1,-1,-1,-1]} – tensor metryczny w płaskiej czasoprzestrzeni.
Jest kilka sposobów zapisu 4-wektorów:
(1) {\displaystyle \mathbf {A} \cdot \mathbf {B} } – pogrubiona czcionka i duże litery oznacza 4-wektory, małe litery dotyczą wektorów o 3 współrzędnych {\displaystyle {\vec {\mathbf {a} }}\cdot {\vec {\mathbf {b} }}.}
(2) {\displaystyle A^{\mu }\eta _{\mu \nu }B^{\nu }} styl Ricciego, używający notacji tensorowej – użyteczny, gdy w wyrażeniach mamy tensory o większej liczbie indeksów; np. {\displaystyle F^{\mu \nu }=\partial ^{\mu }A^{\nu }-\partial ^{\nu }A^{\mu }.}
Indeks oznaczany literą łacińską przebiega zakres {1, 2, 3} i służy do zapisu wektorów 3-wymiarowych, np. {\displaystyle A^{i}=(a^{1},a^{2},a^{3})={\vec {\mathbf {a} }}.}
Indeks oznaczany literą grecką przebiega zakres {0, 1, 2, 3} i służy do zapisu wektorów 3-wymiarowych, np. {\displaystyle A^{\mu }=(a^{0},a^{1},a^{2},a^{3})=\mathbf {A} .}
W STW typowo używa się mieszanych zapisów, np. {\displaystyle \mathbf {A} =(a^{0},{\vec {\mathbf {a} }}),} gdzie {\displaystyle a^{0}} jest współrzędną czasową, {\displaystyle {\vec {\mathbf {a} }}} przestawia współrzędne przestrzenne.
Zwięzłe, równoważne zapisy (por. konwencja sumacyjna Einsteina):
{\displaystyle \mathbf {A} \cdot \mathbf {B} =A^{\mu }\eta _{\mu \nu }B^{\nu }=A_{\nu }B^{\nu }=A^{\mu }B_{\mu }=\sum _{\mu =0}^{3}a^{\mu }b_{\mu }=a^{0}b^{0}-\sum _{i=1}^{3}a^{i}b^{i}=a^{0}b^{0}-{\vec {\mathbf {a} }}\cdot {\vec {\mathbf {b} }}.}

## Definicja
(1) Składowe 4-gradientu kowariantne
{\displaystyle {\dfrac {\partial }{\partial x^{\mu }}}=\left({\frac {1}{c}}{\frac {\partial }{\partial t}},{\vec {\nabla }}\right)=\left({\frac {\partial _{t}}{c}},{\vec {\nabla }}\right)=\partial _{\mu }={}_{,\mu }.}
Przecinek w ostatnim wyrażeniu {\displaystyle {}_{,\mu }} oznacza różniczkowanie względem współrzędnych przestrzennych 4-wektora położenia {\displaystyle x^{\mu }.}
(2) Składowe 4-gradientu kontrawariantne
{\displaystyle \mathbf {\partial } =\partial ^{\alpha }=\eta ^{\alpha \beta }\partial _{\beta }=\left({\frac {1}{c}}{\frac {\partial }{\partial t}},-{\vec {\nabla }}\right)=\left({\frac {\partial _{t}}{c}},-{\vec {\nabla }}\right)=\left({\frac {\partial _{t}}{c}},-\partial _{x},-\partial _{y},-\partial _{z}\right).}
Alternatywne symbole do {\displaystyle \partial _{\alpha }} to: {\displaystyle \Box } oraz D (choć {\displaystyle \Box } może też oznaczać {\displaystyle \partial ^{\mu }\partial _{\mu },} tj. operator d’Alemberta).
(3) W OTW używa się niediagonalnego tensora metrycznego {\displaystyle g^{\alpha \beta }} oraz wprowadza się pojęcie pochodnej kowariantnej {\displaystyle \nabla _{\mu }={}_{;\mu },} (nie należy mylić jej z wektorem 3-wymiarowym {\displaystyle {\vec {\nabla }}}).
Pochodna kowariantna {\displaystyle \nabla _{\nu }} zawiera 4-gradient {\displaystyle \partial _{\nu }} oraz symbole Christoffela {\displaystyle \Gamma ^{\mu }{}_{\sigma \nu }.}
Ogólna zasada względności OTW powoduje, iż:
Prawa fizyki w OTW w zakrzywionej czasoprzestrzeni wyrażone za pomocą wielkości tensorowych muszą mieć taką samą formę jak w STW, przy czym pochodne zwyczajne zamieniają się na pochodne kowariantne (tzw. reguła przecinek → średnik; szczegółowo omawia to artykuł pochodna kowariantna).
a) Np. prawo w STW
{\displaystyle T^{\mu \nu }{}_{,\mu }=0}
przechodzi w OTW w prawo:
{\displaystyle T^{\mu \nu }{}_{;\mu }=0.}
b) Podobnie, dla tensora (1,0) prawo w STW:
{\displaystyle \nabla _{\beta }V^{\alpha }=\partial _{\beta }V^{\alpha }+V^{\mu }\Gamma ^{\alpha }{}_{\mu \beta }}
przechodzi w OTW w prawo:
{\displaystyle V^{\alpha }{}_{;\beta }=V^{\alpha }{}_{,\beta }+V^{\mu }\Gamma ^{\alpha }{}_{\mu \beta }.}
c) Dla tensora (2,0) prawo w STW:
{\displaystyle \nabla _{\nu }T^{\mu \nu }=\partial _{\nu }T^{\mu \nu }+\Gamma ^{\mu }{}_{\sigma \nu }T^{\sigma \nu }+\Gamma ^{\nu }{}_{\sigma \nu }T^{\mu \sigma }}
przechodzi w OTW w prawo:
{\displaystyle T^{\mu \nu }{}_{;\nu }=T^{\mu \nu }{}_{,\nu }+\Gamma ^{\mu }{}_{\sigma \nu }T^{\sigma \nu }+\Gamma ^{\nu }{}_{\sigma \nu }T^{\mu \sigma }.}